# 茨城放送土浦中継局

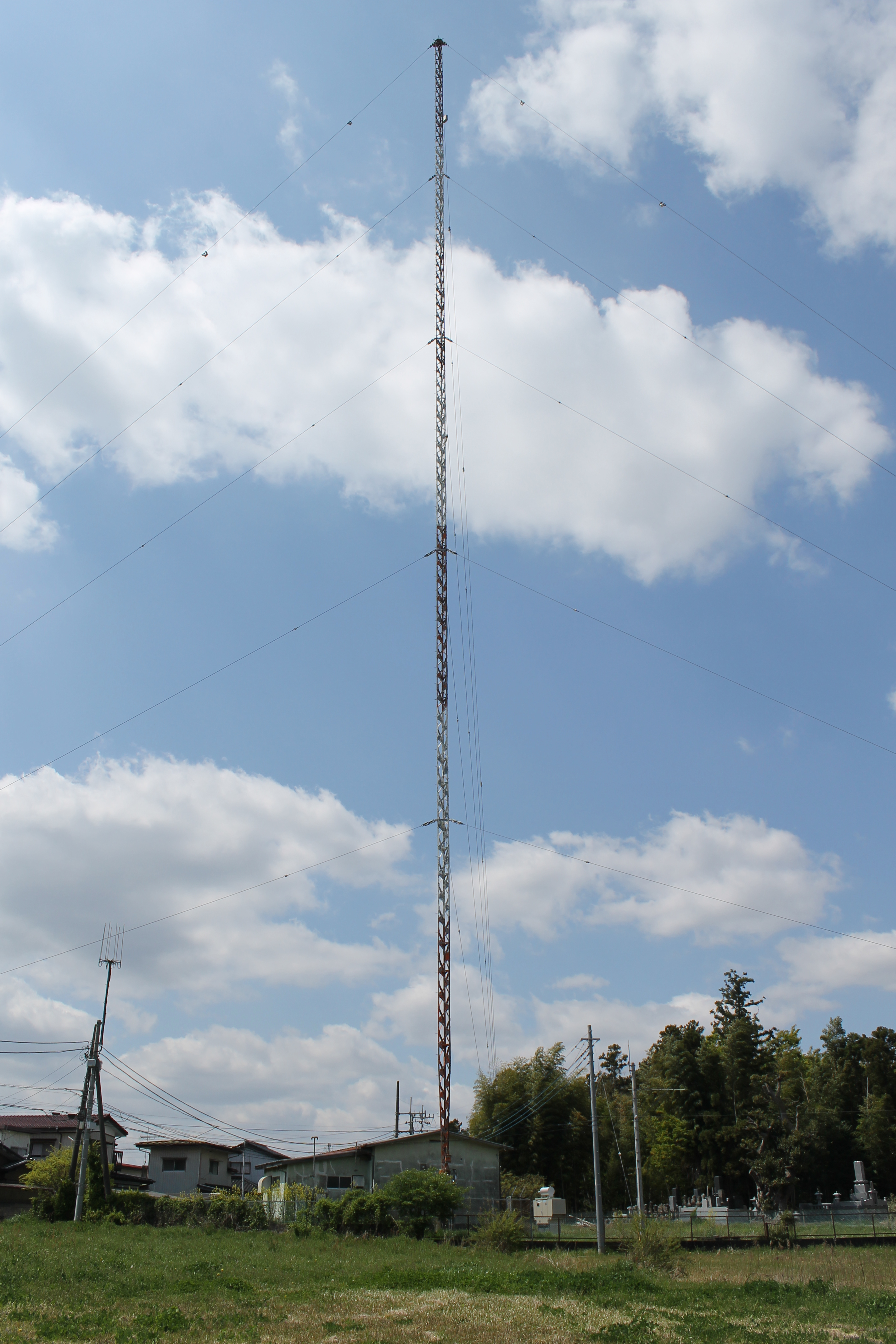
土浦中継局の送信アンテナ

茨城放送土浦中継局（いばらきほうそうつちうらちゅうけいきょく）は茨城県土浦市上高津にあるLuckyFM茨城放送の中継局である。

## 概要
- 当中継局は県南部の土浦市にあり、県南地域の広範囲に電波を発射している。
- ローカルAMラジオ放送局の中継でありながら1kWという非常に強力な出力で送信しているため、極至近で誘導障害の原因となっている。送信アンテナ鉄塔の直下も宅地化されてしまっており、この一帯では1458kHzの倍数を扱うデジタル以外の変調方式のほとんどの機器が障害を受ける。
- この地域は元々土浦駅を中心とするエリアと荒川沖駅を中心とするエリアの中間に位置し、なおかつ地形的にも隆起が激しく人家が少なかったことから設置場所に選ばれた。だが、それでも1980年代後半のバブル経済下における地価高騰をきっかけに宅地化が進行し現在の状況を作り出すことになった。
- 当中継局の受信電波は、県西中継局（筑西市辻）と同一周波数を使用しているため、両中継局の間にあるつくば市西部、下妻市、常総市などでは昼間でも音量が急に大きくなるなどのフェージング現象が発生している。
- 2024年2月1日より当中継局と県西中継局を実証実験として停波している[1][2][3]。同年7月31日までの6か月間を予定していたが、長期間検証を行うため8月1日以降も実験を継続する[4]。当中継局の放送波でLuckyFMを聴いていた聴取者は、水戸本局（1197kHz）やFMの水戸中継局（94.6MHz）、つくば中継局（88.1MHz）、radikoインターネット配信等への移行が必要になる。

## 中継局概要
| 周波数 （kHz） | 放送局名        | コールサイン | 空中線電力 | 放送対象地域 | 放送区域内世帯数 | 開局年月日    | 備考                               |
| -------------- | --------------- | ------------ | ---------- | ------------ | ---------------- | ------------- | ---------------------------------- |
| 1458           | LuckyFM茨城放送 | JOYL         | 1kW        | 茨城県       | 約-万世帯        | 1965年1月20日 | 一部時間帯で水戸本局と別番組を放送 |